# 平馬目
平馬目（たいら まのめ）は、福島県いわき市の大字である。郵便番号は970-0116。

## 地理
いわき市中央部の平地区に属し、地区内北東部に位置する。北で平絹谷、東で四倉町大森、南で平泉崎、平下片寄とそれぞれ隣接する。概ね町村制施行以前の磐城郡馬目村の流れを汲む地域である。原高野川と赤沼川に囲まれた平地と西側の山林を範囲とし、平野部には水田が広がり山裾には集落が広がる。内郷御厩町に所在するいわき中央警察署及び平字正内町に所在する平消防署がそれぞれ管轄にあたる。

### 主な字
字
- 池田
- 官銀田

- 作ノ内
- 宮下

- 中道
- 馬目崎

- 火ノ宮

## 河川
- 原高野川
  - 赤沼川

## 歴史
- 1879年1月27日 - 笠間藩領馬目村が福島県内における郡区町村制の施行により磐城郡の村となる[4]。
- 1889年4月1日 - 町村制の施行により馬目村が泉崎村、下神谷村、絹谷村、原高野村、水品村、北神谷村と合併し、磐城郡草野村が発足する。旧馬目村域は草野村の大字となる[4]。
- 1896年4月1日 - 磐城郡と周辺郡との合併により石城郡が発足し、石城郡草野村となる[4]。
- 1954年10月1日 - 草野村が平市と合併し、平市の大字となる[4]。
- 1966年10月1日 - 平市が磐城市・常磐市・内郷市・勿来市、石城郡小川町・遠野町・四倉町・川前村・田人村・好間村・三和村、双葉郡久之浜町・大久村と合併しいわき市となり、いわき市平地区の大字となる[4]。

## 世帯数と人口
2023年10月31日現在の世帯数と人口は以下の通りである。
| 大字   | 世帯数 | 人口  |
| ------ | ------ | ----- |
| 平馬目 | 74世帯 | 230人 |

## 小・中学校の学区
市立小・中学校に通う場合、学区は以下の通りとなる。
| 番地                                                                                   | 小学校低・中学年             | 小学校高学年         | 中学校               |
| -------------------------------------------------------------------------------------- | ---------------------------- | -------------------- | -------------------- |
| 字池田、官銀田、作ノ内、池下、 六反田、竹ノ内、木細工町、仁工町、 沼ノ町、筑田、磐ノ門 | いわき市立草野小学校絹谷分校 | いわき市立草野小学校 | いわき市立草野中学校 |
| 上記を除く全域                                                                         | いわき市立草野小学校         | いわき市立草野小学校 | いわき市立草野中学校 |

## 交通

### 道路
- 福島県道35号いわき浪江線
  - 砂利田橋
  - 中森橋
- 一級市道山田小湊泉崎線

## 施設
- 福島県立聴覚支援学校平校
  - 福島県立富岡支援学校小学部
- 馬目公民館
- 龍蔵寺
- 八幡神社